# Microserica lineolata
Microserica lineolata är en skalbaggsart som beskrevs av Moser 1915. Microserica lineolata ingår i släktet Microserica och familjen Melolonthidae. Inga underarter finns listade i Catalogue of Life.